# Johannes Nambala
Johannes Nambala (* 24. März 1991 in Iikokola) ist ein paralympischer namibischer Leichtathlet in der Kategorie T13. Nambala ist einer der erfolgreichsten Sportler seines Heimatlandes.

## Erfolge
Nambala war 2013 bei den Leichtathletik-Weltmeisterschaften der Behinderten der erste Namibier, der eine Goldmedaille gewinnen konnte. In Lyon gewann er über die 400 Meter und zudem Silber über die halbe Distanz. Bei den Leichtathletik-Weltmeisterschaften der Behinderten 2015 folgten in Doha Bronze über die 400 Meter und Gold über 200 Meter. Bei den Afrikaspielen im gleichen Jahr gewann Nambala Gold über 400 Meter.
Bei den Sommer-Paralympics 2016 in Rio de Janeiro gewann Nambala zweimal Silber über die 100 und 400 Meter.
Nambala konnte bei den Leichtathletik-Weltmeisterschaften der Behinderten 2017 Silber über die 400 Meter gewinnen. 2019 gewann Nambala über die 400 Meter Gold, sowie Bronze über die 100 Meter.
Bei den Sommer-Paralympics 2020 in Tokio erlief Nambala über die 400 Meter die Bronzemedaille. Bei den Sommer-Paralympics 2024 in Paris ging Nambala über die 100 und 400 Meter leer aus.